# Johann Giskra

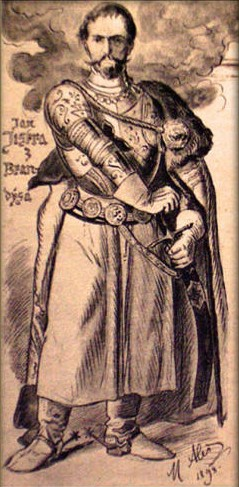
Johann Giskra von Brandeis (Fantasiedarstellung, circa 1890)

Wappen von Johann Giskra

Johann Giskra von Brandeis (tschechisch Jan Jiskra z Brandýsa, slowakisch Ján Jiskra z Brandýsa, ungarisch Giskra János; * etwa 1400; † 1469/1470) war ein böhmischer Adeliger.

## Leben
Griska entstammte dem mährischen Adelsgeschlecht der Herren von Brandeis. Sein Vater war vermutlich Alšík von Brandýs. Andere Quellen gehen davon aus, dass er ein Sohn von Jan Lysek von Brandýs war und auf der Burg Gansberg aufwuchs. Seine Ausbildung als Krieger erhielt er in Italien. Nach einigen Quellen soll er an den Seeschlachten der Venezianer teilgenommen haben. In Böhmen eignete er sich später die Taktik der Hussiten an. Nach der Schlacht von Lipan, trat er mit einigen anderen Söldnern in die Dienste des Königs Sigismund und kämpfte bei Belgrad gegen die Türken.
Nach dem Tod von König Sigismund rief die für den minderjährigen König Ladislaus Postumus regierende ungarische Königswitwe Elisabeth von Luxemburg ein Söldnerheer unter Jan Giskra zur Unterstützung gegen den rivalisierenden, ebenfalls zum König gekrönten Jagiellonen Władysław. Diese Söldner setzten sich im ungarischen Oberland fest, und Giskra erhielt die Einnahmen der Bergwerke, zog die Steuern ein, legte eine Besatzung in die königlichen Burgen des Gebietes und eroberte Burgen der Anhänger seines Rivalen Wladyslaw.
Mit 5000 Mann besetzte er die Mittelslowakei und einen Teil der Ostslowakei. Damit unterbrach er den direkten Weg zwischen Ungarn und Polen. In Kremnitz ließ er eigene Taler prägen und sicherte sich damit die Finanzierung der Belagerung.
König Władysław hatte zu der Zeit keine Möglichkeit, Giskra gefährlich zu werden, da die meisten seiner Heere gegen die Türkeninvasion kämpfen mussten, so dass er mit ihm ein Stillhalteabkommen abschloss, welches er mehrmals verlängerte. Nachdem Władysław nach der Schlacht um Warna verschollen blieb und dessen Armeen vernichtend geschlagen wurden, wurde Giskra zu einem der sieben Kapitäne ernannt, die das Ungarn verwalteten. Im Grunde bezog sich seine Herrschaft auf die Slowakei, wobei er seinen Sitz auf der Burg Pustý hrad bei Altsohl und in Kaschau gehabt haben soll. Nach der Wahl von Johann Hunyadi zum Statthalter Ungarns kam es 1446 wieder zu militärischen Auseinandersetzungen, die durch kurzzeitige Friedensabkommen unterbrochen wurden.
1449 schlug Giskra nördlich von Kaschau das ungarische Heer. Im Januar 1450 wurde in Ofen eine Versammlung einberufen, die am 31. März 1450 ein Friedensabkommen aushandelte. Der Frieden hielt jedoch nicht lange und bereits am 7. September 1451 unterlag Hunyadi bei der Schlacht bei Lizenz, nach der wiederum ein Friedensabkommen abgeschlossen wurde.
1453 wurde Giskra durch Ladislaus Postumus seiner Machtbefugnisse enthoben. Er verließ Ungarn und der größte Teil seines Heeres schloss sich dem Heerführer Petr Aksamit an. 1454 wurde Giskra beauftragt, die Brüder-Bewegung zu bekämpfen. Nach dem Amtsantritt von Matthias Corvinus 1458 auf dem ungarischen Thron zog sich Giskra nach Polen zurück. Hier half er bei den Friedensverhandlungen zwischen Polen und dem Deutschen Ritterorden und bot König Kasimir IV. Jagiełło Hilfe beim Kampf um den ungarischen Thron an.
Es begannen Verhandlungen mit dem ungarischen König, von denen sich Giskra den Erhalt seiner slowakischen (=oberungarischen) Besitzungen versprach. Im April 1462, nach Abschluss eines Vertrags zwischen Matthias Corvinus und Kaiser Friedrich III., nahm Corvinus im Frühjahr 1462, nach langwierigen, wenn auch selten konsequenten militärischen Bemühungen, Giskra in seine Dienste auf, beförderte ihn zum Baron und schenkte ihm die Burg bei Iňačovce, die Ländereien bei Arad sowie die Burg bei Lippa im Banat.
Matthias Corvinus stellte ein Söldnerheer auf, welches überwiegend aus Johann Giskras Soldaten bestand. Diese als Schwarze Armee bekannte, kampfstarke Truppe war in verschiedenen Kämpfen erfolgreich, wurde aber auch für Plünderungen bekannt, wenn die Bezahlung ausblieb. So nahm am 2. Dezember 1462 Giskra den walachischen Fürsten Vlad III. Drăculea durch eine Täuschung gefangen und übergab ihn dem ungarischen König. Des Weiteren kämpfte die Schwarze Armee gegen Türken und deren Verbündete wie den Herzog der Walachei Stephan den Großen. Im Januar 1467 schloss Giskra im Namen von Corvinus Frieden mit Sultan Mehmet II.
Giskra verbrachte in Oberungarn 22 Jahre seines Lebens. Als Heeresführer hatte er dabei stets Verständnis für seine Soldaten. Er gehörte auch nicht zu den Hussiten, wie manchmal behauptet wird, sondern war ein Katholik mit freundschaftlichen Beziehungen zum böhmischen Adel, der von Ulrich II. von Rosenberg, welcher sich gegen die Hussitenbewegung stellte, angeführt wurde.
Vom Papst Aeneas Silvius Piccolomini wurde er in seinen Memoiren als einer der berühmten Männer seiner Zeit bezeichnet (De viris illustribus).
Tag und Ursache seines Todes sind nicht bekannt. Zuletzt wird er am 22. Oktober 1468 in einem Eigentumsverzeichnis geführt. In der königlichen Bulle vom 6. Februar 1471 wird er bereits als tot bezeichnet.

## Rezeption
Durch die kaiserliche Entschließung von Franz Joseph I. vom 28. Februar 1863 wurde Johann Giskra von Brandeis in die Liste der berühmtesten, zur immerwährenden Nacheiferung würdiger Kriegsfürsten und Feldherren Österreichs aufgenommen, zu deren Ehren und Andenken auch eine lebensgroße Statue in der Feldherrenhalle des damals neu errichteten k. k. Hofwaffenmuseums (heute: Heeresgeschichtliches Museum Wien) errichtet wurde. Die Statue wurde 1871 vom Bildhauer Rudolf Dominik Zafauk (1830–1889) aus Carrara-Marmor geschaffen, gewidmet wurde sie von Kaiser Franz Joseph selbst.